# مقاطعة تايوان، جمهورية الصين الشعبية
تدعي جمهورية الصين الشعبية أن جزيرة تايوان جزء لا يتجزأ من برها الرئيسي بموجب دستورها بوصفها مقاطعة تايوان. ويشار إليها عادة من قبل وسائط الإعلام في البر الرئيسي بوصفها إقليم تايوان أو منطقة تايوان.
ولم يسبق لجمهورية الصين الشعبية أن أدارت تايوان: إن منطقة تايوان، بما فيها كل مقاطعة تايوان المعاصرة، تديرها حاليًا حكومة جمهورية الصين.
الوضع السياسي في تايوان معقد ومتشابك. فبعد الحرب الأهلية الصينية اعتبرت جمهورية الصين الشعبية الماركسية اللينينية نفسها هي الدولة الخلف لجمهورية الصين والحكومة الشرعية الوحيدة للصين منذ تأسيسها في 1 أكتوبر 1949 وتدعي الصين الشيوعية أن تايوان وجزر بنغهو هي جزء لا يتجزأ من أراضيها بموجب سياسة الصين الواحدة. ومع ذلك لم تدير جمهورية الصين الشعبية تايوان أبدًا: فمقاطعة تايوان التي تضم كل مقاطعة تايوان الحديثة تدار حاليًا من قبل جمهورية الصين التي تعترض على مطالبات جمهورية الصين الشعبية.

## وصلات خارجية
- Taiwan Affairs Office of the State Council
- Taiwan Affairs Office of the State Council (بالصينية)